# Saprosites loebli
Saprosites loebli är en skalbaggsart som beskrevs av Vladimir Balthasar 1972. Saprosites loebli ingår i släktet Saprosites och familjen Aphodiidae. Inga underarter finns listade i Catalogue of Life.